# Briana Williams
Briana Williams (Miami, 21 de março de 2002) é uma atleta jamaicana, campeã olímpica.
Ela detém o recorde mundial feminino de 100 metros aos quinze anos com o tempo de 11.13 segundos, estabelecido em março de 2018. Nos Jogos Olímpicos de Verão de 2020, conquistou a medalha de ouro na prova de revezamento 4x100 metros feminino com o tempo de 41.02 segundos, ao lado de Natasha Morrison, Remona Burchell, Elaine Thompson-Herah, Shelly-Ann Fraser-Pryce e Shericka Jackson.